# Erich Pfeffer

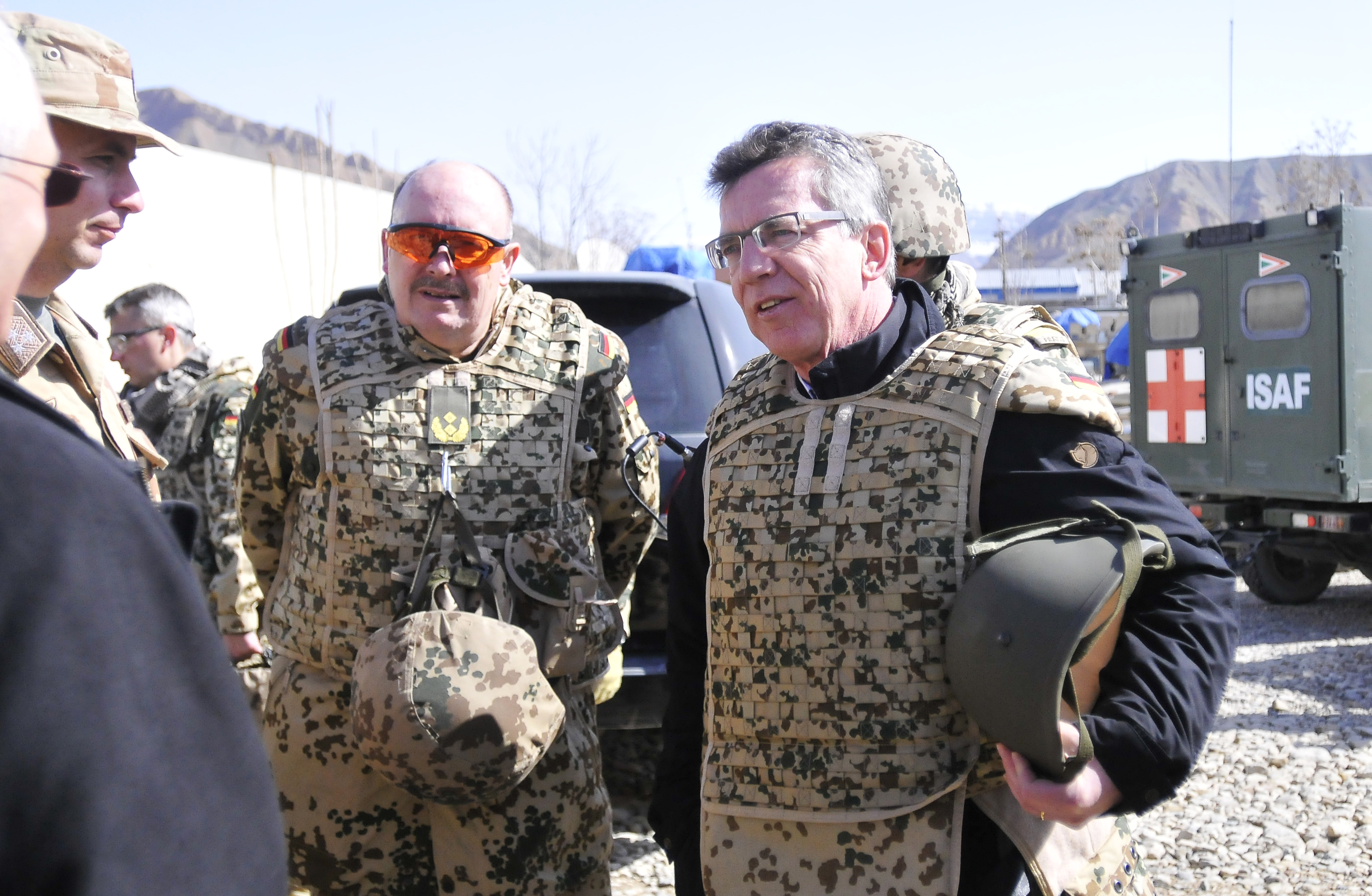
Erich Pfeffer links von Thomas de Maizière (2012) bei dessen Besuch der ISAF Truppen im OP North

Erich Pfeffer (* 1. Oktober 1958 in Landshut) ist ein Generalleutnant a. D. des Heeres der Bundeswehr und war in seiner letzten Verwendung über sechs Jahre Befehlshaber des Einsatzführungskommandos der Bundeswehr in Schwielowsee bei Potsdam.

## Militärische Laufbahn

### Ausbildung und erste Verwendungen
Erich Pfeffer trat 1977 in den Dienst der Bundeswehr beim Gebirgsjägerbataillon 221 (heute Gebirgsjägerbataillon 233) in Mittenwald ein und absolvierte eine Ausbildung zum Offizier. 1978 nahm er das Studium der Informatik an der Hochschule der Bundeswehr in Neubiberg auf. Während seines Studiums wurde er zum 1. Juli 1980 zum Leutnant ernannt.
Nach Beendigung der akademischen Ausbildung 1982 kehrte Pfeffer als Diplom-Informatiker in die Truppe zurück und wurde Zugführer in der 2. Kompanie des Gebirgsjägerbataillons 232 in Bischofswiesen. Im darauffolgenden Jahr wurde er am 1. April zum Oberleutnant ernannt. 1984 erhielt er die Ausbildung zum Heeresbergführer an der Gebirgs- und Winterkampfschule in Mittenwald, die für seine 1985 folgende Verwendung als Zugführer des Hochgebirgsjägerzuges Voraussetzung war. Im Jahr 1986 wurde er zum Gebirgsjägerbataillon 231 nach Bad Reichenhall versetzt und übernahm den Dienstposten des Chefs der 4. Kompanie. Damit verbunden war die Ernennung zum Hauptmann am 1. April 1986.

### Generalstabsausbildung und Dienst als Stabsoffizier
Von 1990 bis 1992 absolvierte Pfeffer den 33. Generalstabslehrgang an der Führungsakademie der Bundeswehr in Hamburg. Im Anschluss daran erhielt er eine Verwendung als Abteilungsleiter G2 und wurde, seit 2. April 1992 im Dienstgrad Major, nach Garmisch-Partenkirchen zur 1. Gebirgsdivision versetzt. Im Jahr 1994 folgte die einjährige Teilnahme am „US Army Command and General Staff Course“, dem amerikanischen Generalstabslehrgang am Command and General Staff College in Fort Leavenworth, Kansas/USA.
Zurück in Deutschland folgte 1995 die Ernennung zum Oberstleutnant und eine Tätigkeit als Referent beim Parlamentarischen Staatssekretär im Bundesministerium der Verteidigung (BMVg) in Bonn, bevor er 1997 erneut versetzt wurde und das Kommando über das Gebirgsjägerbataillon 233 übernahm. Während dieser Verwendung war er 1999 auch Kommandeur des Einsatzverbandes SFOR. 2000 führte ihn sein Weg zurück nach Hamburg zur Führungsakademie der Bundeswehr. Dort wurde er Tutor und Hörsaalleiter in der Generalstabsausbildung. Bereits ein Jahr später wechselte er innerhalb der Führungsakademie den Dienstposten und wurde Leiter der Arbeitsgruppe Joint and Combined Operations, am 1. Oktober 2001 wurde er zum Oberst befördert.
2002 folgte die nächste Versetzung, diesmal nach Brüssel zum NATO-Militärausschuss. Pfeffer war dort eingesetzt als Büroleiter des Vorsitzenden des NATO-Militärausschusses und ehemaligen Generalinspekteurs der Bundeswehr, General Harald Kujat. Anschließend kehrte er 2005 auf die Bonner Hardthöhe zurück und wurde Leiter des Referates VI 2 (Konzeption der Bundeswehr, Transformation) im Führungsstab der Streitkräfte.

### Generalsverwendungen

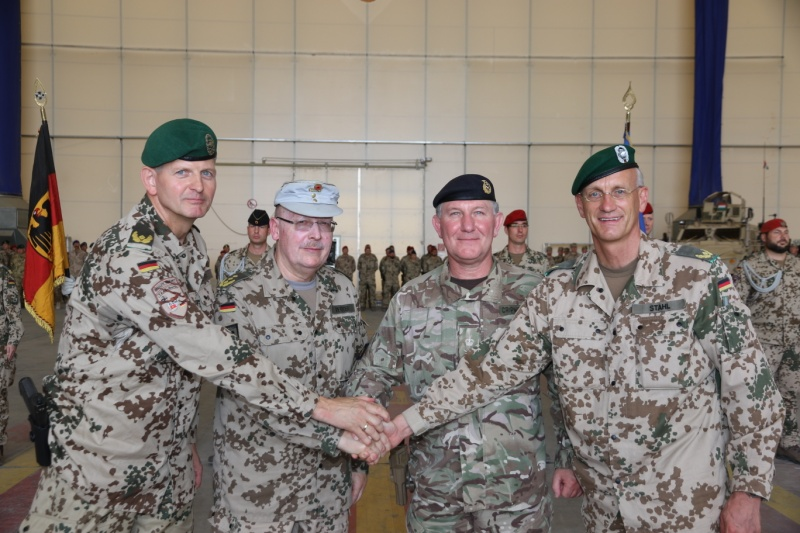
Brigadegeneral Gerhard Klaffus (links) bei der Übernahme der Verantwortung für das TAAC-N von Brigadegeneral Wolf-Jürgen Stahl am 21. August 2018. In der Mitte der Befehlshaber des Einsatzführungskommandos der Bundeswehr, Generalleutnant Erich Pfeffer, und der stellvertretende Kommandeur der Resolute Support Mission, Generalleutnant Richard Cripwell (UK).

Im Mai 2006 erhielt Pfeffer sein zweites Truppenkommando und wurde Kommandeur der Gebirgsjägerbrigade 23 in Bad Reichenhall. Am 21. März 2007 wurde er zum Brigadegeneral ernannt. Im selben Jahr war Pfeffer auch als Kommandeur Multinational Task Force South  und Kommandeur Deutsches Einsatzkontingent KFOR im Kosovo eingesetzt. Das Kommando übergab er am 15. Mai 2009 an  Johann Langenegger und wechselte wieder nach Bonn zum Führungsstab der Streitkräfte, wo er die Leitung der Stabsabteilung VI (Planung) übernahm. Zum 1. August 2011 erhielt Pfeffer das Kommando über die 13. Panzergrenadierdivision in Leipzig. Zum 26. Februar 2012 übernahm er zudem das Kommando über das Regionalkommando Nord der ISAF in Afghanistan von Markus Kneip. Die Führung des Regionalkommandos Nord übergab er am 21. Februar 2013 an Generalmajor Jörg Vollmer. Von Juli 2013 bis September 2015 war er Stellvertreter des Inspekteurs der Streitkräftebasis und Beauftragter für Reservistenangelegenheiten in der Streitkräftebasis. Zum 1. Oktober 2013 wurde er zum Generalleutnant befördert. Ab dem 4. November 2015 war er Befehlshaber des Einsatzführungskommandos der Bundeswehr in Schwielowsee bei Potsdam. Am 16. Dezember 2021 wurde das Kommando an seinen Nachfolger Bernd Schütt übergeben. Pfeffer wurde Ende des Jahres 2021 in den Ruhestand versetzt.

### Auszeichnungen
- 2013: Bundesverdienstkreuz am Bande[6]
- Ehrenkreuz der Bundeswehr in Silber und Gold
- Einsatzmedaille der Bundeswehr SFOR / NATO-Medaille „Former Yugoslavia“
- Einsatzmedaille der Bundeswehr KFOR / NATO-Medaille KFOR
- Einsatzmedaille der Bundeswehr  ISAF / NATO-Medaille ISAF

## Privates
Pfeffer ist verheiratet und katholisch.